# Hieronymiella aurea
Hieronymiella aurea är en amaryllisväxtart som beskrevs av Pierfelice Ravenna. Hieronymiella aurea ingår i släktet Hieronymiella och familjen amaryllisväxter. Inga underarter finns listade i Catalogue of Life.